# Fernando Sarracín
Fernando Sarracín (Cuéllar, siglo XIII – Segovia, 18 de octubre de 1318) fue un sacerdote español que vivió entre los siglos XIII y XIV.

## Biografía
Nacido en la villa segoviana de Cuéllar en el siglo XIII, fue hijo de Gómez Sarracín, fundador del lugar de Gomezserracín, en la Tierra de Cuéllar, donde su padre se había establecido, procedente posiblemente de tierras burgalesas, en las que los Sarracín habitaron durante siglos, siendo destacados ricohombres.
Dentro de su familia se hallan diversos religiosos, siendo el más destacado su tío, el maestro Pedro Sarracín, deán de la catedral de Burgos, que auspició desde el principio la carrera eclesiástica de su sobrino. De esta forma ingresó en el cabildo catedralicio burgalés siendo sacristán del templo, para ocupar más tarde los cargos de tesorero y canónigo. Fue trasladado a la Diócesis de Segovia con el cargo de canónigo, hasta ser nombrado finalmente obispo de la diócesis por el pontífice Bonifacio VIII por carta del 17 de abril de 1301, para sustituir al difunto obispo, Blas Pérez.
Durante su gobierno de la diócesis, participó en el Concilio de Peñafiel en 1302, y se le atribuye la celebración en Segovia de un sínodo diocesano un año más tarde. Participó en las controvertidas Cortes de Valladolid de 1307, y consiguió del rey Fernando IV de Castilla en 1311 la inmunidad eclesiástica y protección.
Realizó en vida diversas donaciones y fundaciones en favor de la catedral de Segovia. Al monasterio de Santa María la Real de Sacramenia donó el 29 de marzo de 1312 el molino que se llamaba «del Espino» con dos tierras y un huerto «que se contienen en el dicho molino todo unido», mientras que en la iglesia de Santa María de la Cuesta de Cuéllar, su villa natal, fundó dos aniversarios por el alma de sus padres en 1313. Falleció en la ciudad el 18 de octubre de 1318.
| Predecesor: Blas Pérez | Obispo de Segovia 1301 - 1318 | Sucesor: Benito Pérez |